# Heath Slater
Heath Miller (n. 15 iulie 1983, Pineville⁠(d), Virginia de Vest, SUA) este un wrestler profesionist american, mai cunoscut prin numele de ring Heath Slater. În prezent lucrează pentru WWE în brandul SmackDown Live. Miller a studiat la scoala de wrestling WWA4 în Atlanta, Georgia, în cazul în care, după semnarea unui contract de dezvoltare cu WWE din 2006, participa în primul sezon al WWE NXT în 2010, unde a terminat al patrulea. Este actualul campion in perechi din SmackDown alaturi de Rhyno.

## În Wrestling
- Manevre de final
  - E Minor (Inverted DDT) – 2011-2012
  - Overdrive – 2012
  - Smash Hit (Spinning lifting DDT) – 2012–prezent
  - Snapmare driver[2] – 2012
  - Rampă de lansare tirbușon splash – 2013–prezent
  - Sweetness (Jumping Russian legsweep sau jumping reverse STO)[1][3][4] – 2010-2011
  - Jumping neckbreaker[1] – circuit independent; folosit ca o manevra de semnatura in WWE
  - Hangman's neckbreaker[5][6]

## Campionate și realizări
- Florida Championship Wrestling
  - FCW Florida Heavyweight Championship (1 dată)
  - FCW Southern Heavyweight Championship (1 dată)
  - FCW Florida Tag Team Championship (1 data) – cu Joe Hennig

- WWE
  - SmackDown Tag Team Championship (1 dată) - cu Rhyno
  - WWE Tag Team Championship (de 3 ori) - cu Justin Gabriel
  - WWE 24/7 Championhip ( 1 dată)